# Ahitse järv
Ahitse järv är en sjö i Estland.   Den ligger i landskapet Võrumaa, i den södra delen av landet, 220 km sydost om huvudstaden Tallinn. Ahitse järv ligger 115 meter över havet.  I omgivningarna runt Ahitse järv växer i huvudsak blandskog.